# Dzsívanmukta
A dzsívanmukta (szanszkrit: जीवन्मुक्त) a hinduizmusban az a személy, aki még életében szabaddá vált, azaz még halála előtt elérte a megszabadulást (móksa) a szanszára láncolatából. 

## Jellemzői
A dzsívanmukta itt él e világon, de mégsem e világból való. Ő már folytonosan a legfőbb Önvaló örök üdvösségét élvezi. 
A dzsívanmukta vagy tökéletes dnyání (megvilágosodott bölcs) csupa szeretet, együttérzés, könyörület, szelíd kedvesség, és bővében van rejtett erőknek és képességeknek (sziddhi). Nincs benne egy szemernyi önzés sem, és minden körülmények között mentes az aggodalmaktól, gondoktól, gyötrelmektől és szomorúságtól. Nem rabja hangulatainak, mindig derűs és békés. Gyengeségei és korlátjai semmivé lettek. Derűt és békét sugároz mindenfelé. A dzsívanmukta mindentudó – Intuitív,
transzcendens tudásával a dolgok és a teremtmények szívének legmélyére lát. Jelenlétében a harmónia, a béke, az emelkedettség és az ihletettség határtalan érzése tölt el. 
A dzsívanmukta mentes minden önzéstől, kételytől, félelemtől és bánattól. Ez a négy legfontosabb jele annak, hogy valaki elérte a tökéletességet. Az ő elméje a zavaró tényezők között is kibillenthetetlen. Már nem kergeti az anyagi élvezeteket, jóllehet a világ továbbra is jelen van számára. Ez a különbség a világi ember és a megszabadult bölcs között. 
Nem foglalkozik még a testi szükségleteivel sem. Nem fél a haláltól, és nem ragaszkodik az élethez. A májá és a prakriti az ő engedelmes, szerető dajkái, akik odaadóan gondoskodnak róla. A fizikai léthez szükséges feltételek maguktól előteremtődnek számára. A prakriti már jó előre elrendez mindent – így gondoskodik az ő gyermekéről. 
A megszabadult bölcs erőfeszítés, önzés, ragaszkodás és vágy nélkül végzi feladatát. A jó és rossz között ösztönösen tesz különbséget, függetlenül az írások tanításától. Minden önzést kiirtott magából, felette áll a karmának, az nem érintheti őt. 
Nem törődik a nyilvános bírálattal. Elméje higgadtságát akkor is megőrzi, amikor támadás éri. Megáldja azokat, akik háborgatják. Mindenhol csak Önmagát látja. Ismertetőjegye vagy jellemzője egy olyan belső tudatállapot, amelyet mások nem érzékelhetnek, külső jeleit nem láthatják. Az Úr őt használja isteni munkájához. Sugárzó és részvéttel teli ő, aki a könyörületet, a szeretet és a béke óceánja – egy Buddha, egy Jézus... Ő már elérte az önmegvalósítást, és világosan felfogta a világ illuzórikus voltát. 